# Démographie de la Tunisie
La démographie de la Tunisie se caractérise par l'uniformité de la population en matière de composantes culturelles ou religieuses. Ainsi, sur un fond phénicien et après avoir assimilé à travers son histoire les Romains, les Vandales, les berbères les Turcs et les Européens ce sont les Arabes qui vont le plus marquer l'identité tunisienne, 93,8 % des Tunisiens sont arabes pour 1,4 % berbère. La grande majorité des Tunisiens sont affiliés à des tribus arabes originaires d'Arabie dont la plus grande est la tribu des banu Hudhayl (affiliée au banu sulaym),.
97 % des Tunisiens étaient de confession musulmane sunnite en 2005. Toutefois, il existait 250 000 non-musulmans (7 % de la population totale) à l'indépendance de la Tunisie en 1956 (dont un tiers de juifs). Durant 2 000 ans, au sud de Djerba, il existait également une forte population juive dont il ne reste plus qu'une minorité.
La Tunisie a dépassé le cap des dix millions d'habitants en 2005, ce qui correspond à un triplement de sa population depuis l'indépendance en 1956 (3 448 000 habitants) et à un doublement depuis le début des années 1970. Néanmoins, la croissance démographique ralentit, le pays accélérant sa transition démographique dans les années 1990. Ainsi la Tunisie possède la population la plus âgée d'Afrique.
La Tunisie est aussi un pays qui connaît un taux important d'émigration : le nombre de Tunisiens résidant à l'étranger est évalué à 885 000 personnes. 83 % d'entre eux résident en Europe dont 511 000 en France.

## Évolution de la population
Entre 1960 et 2013, la population a augmenté de 6 665 799 habitants,.
| Année | Population |
| ----- | ---------- |
| 1960  | 4 220 701  |
| 1970  | 5 127 000  |
| 1980  | 6 384 000  |
| 1990  | 8 154 400  |
| 2000  | 9 563 500  |
| 2010  | 10 547 000 |
| 2011  | 10 673 800 |
| 2012  | 10 776 400 |
| 2013  | 10 886 500 |
| 2014  | 10 982 754 |
| 2019  | 11 658 341 |
| 2022  | 11 803 588 |

## Natalité
Une politique de planning familial est lancée en 1966. L'indice de fécondité recule graduellement : le nombre d'enfants par femme est passé de près de six dans les années 1960 à 3,4 en 1990 puis à deux en 1999.
En 2021, l'indice de fécondité est de 1,82 enfant par femme ; le taux de natalité est de 13,6 ‰.

## Migration et composition culturelle

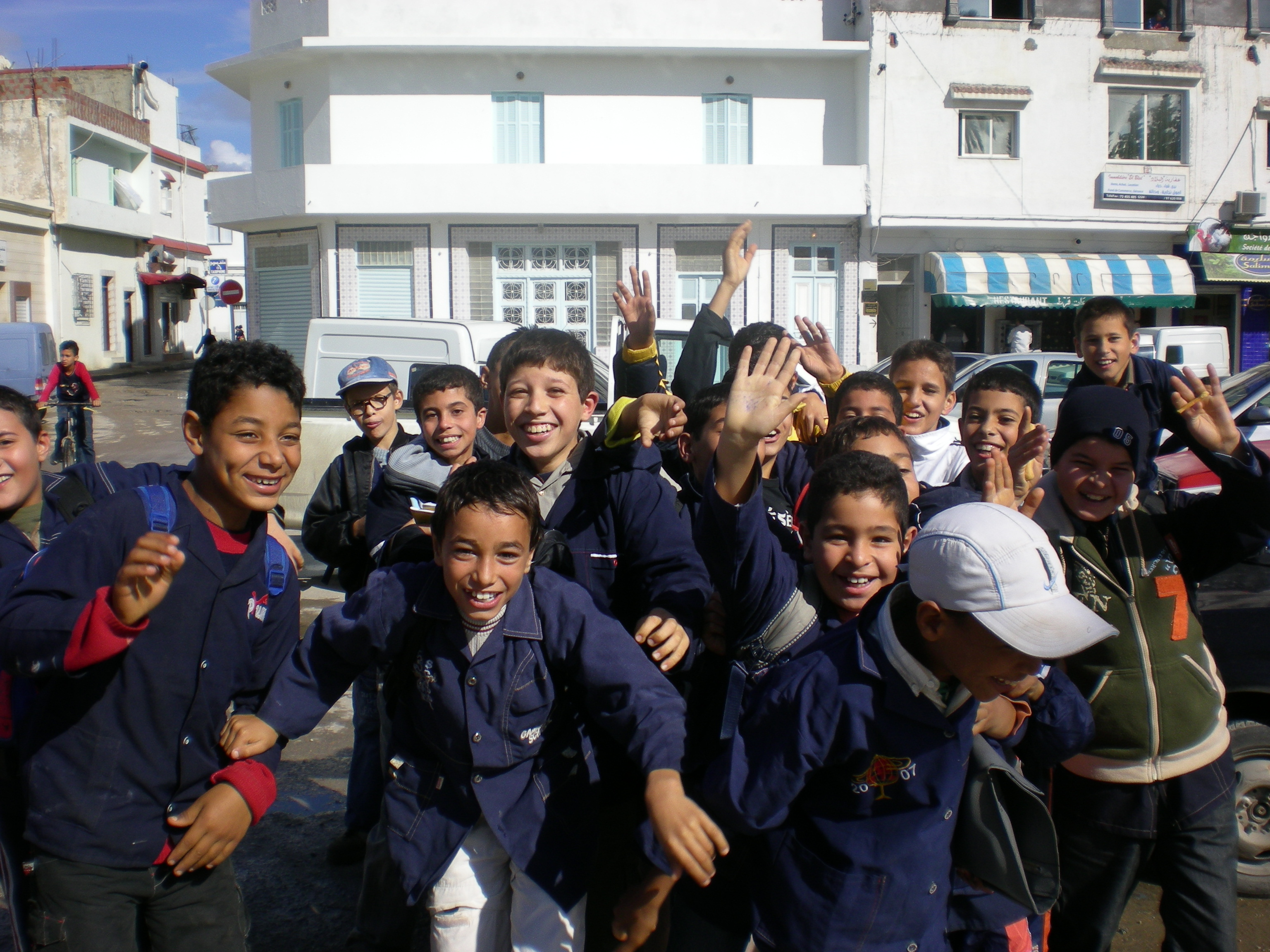
Jeunes Tunisiens à Ras Jebel.

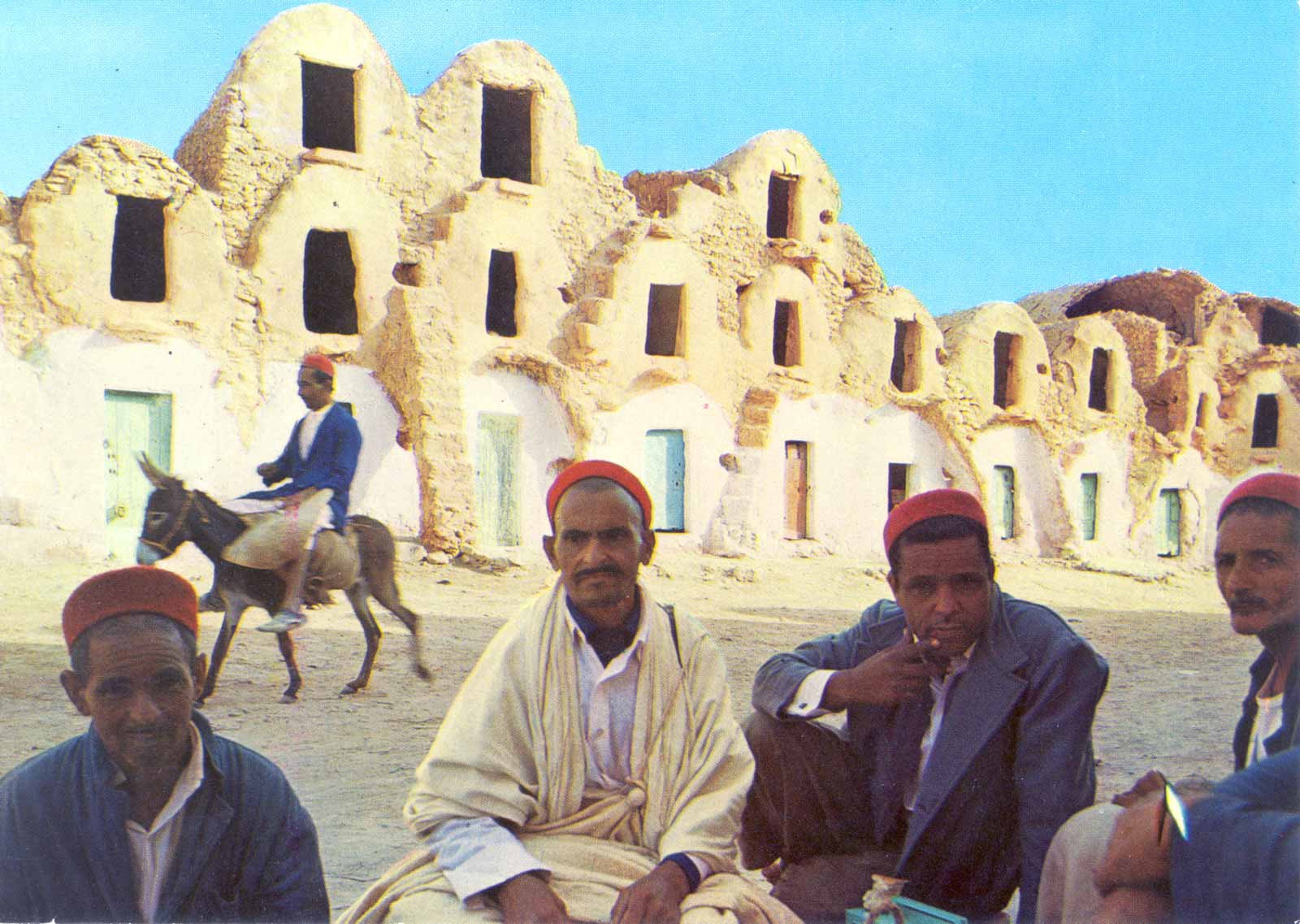
Hommes portant la chéchia.

De nombreuses civilisations ont envahi le pays et ont été assimilées à des degrés divers : Phéniciens, Romains, Vandales venant de Germanie orientale, Byzantins, Arabes, Espagnols, Ottomans et enfin Français. De plus, beaucoup de Maures et de Juifs arrivèrent d'Andalousie à la fin du XVe siècle.
Les premiers Arabes orientaux, venus à partir du VIIe siècle avec les conquêtes musulmanes, ont contribué à l'islamisation de la majeure partie de l'Ifriqiya. À cette occasion se créent quelques villes nouvelles dont Kairouan et Mahdia. C'est à partir du XIe siècle, avec l'arrivée des tribus hilaliennes chassées d'Égypte, que l'arabisation linguistique et culturelle devient déterminante.
Certains groupes, descendants des Berbères, ont cependant su conserver leur langue et leurs coutumes, souvent en raison de leur enclavement géographique. En effet, de nos jours, ils habitent souvent les régions de montagnes (Matmata, Tataouine, Gafsa, Makthar ou Sbeïtla).
Toutefois, les Berbères, qui représentent une forte minorité ethnique au Maroc et en Algérie, restent peu nombreux en Tunisie. Les quelques tribus nomades, minoritaires, sont pour la plupart intégrées et sédentarisées.
La majorité de la population se considère de confession musulmane sunnite de rite malikite. De la forte population juive qui a existé durant 2 000 ans, au sud de Djerba, il ne reste plus aujourd'hui qu'une infime partie, vivant principalement dans la région de Tunis, car la majorité des Juifs tunisiens ont en effet émigré vers Israël ou la France après l'indépendance du pays. Il existe également une petite population chrétienne.
| Pays d'origine | 2020   |
| -------------- | ------ |
| Algérie        | 11 060 |
| Libye          | 9 688  |
| France         | 9 151  |
| Maroc          | 6 146  |
| Italie         | 2 345  |
| Allemagne      | 1 537  |
| Syrie          | 1 382  |
| Égypte         | 1 206  |
| Mali           | 1 058  |
| Total          | 60 415 |

## Données régionales
| Rang                                         | Gouvernorat | Population (2023) | Densité (hab./km2) |
| -------------------------------------------- | ----------- | ----------------- | ------------------ |
| 1                                            | Tunis       | 1 078 412         | 3 053              |
| 2                                            | Sfax        | 1 028 364         | 127                |
| 3                                            | Nabeul      | 873 824           | 283                |
| 4                                            | Sousse      | 753 670           | 253                |
| 5                                            | Ben Arous   | 721 956           | 830                |
| 6                                            | Ariana      | 674 025           | 1 195              |
| 7                                            | Monastir    | 611 118           | 539                |
| 8                                            | Kairouan    | 601 915           | 85                 |
| 9                                            | Bizerte     | 600 012           | 154                |
| 10                                           | Médenine    | 522 294           | 56                 |
| 11                                           | Kasserine   | 465 832           | 54                 |
| 12                                           | Sidi Bouzid | 459 891           | 61                 |
| 13                                           | Mahdia      | 448 273           | 139                |
| 14                                           | Manouba     | 426 525           | 334                |
| 15                                           | Gabès       | 407 078           | 52                 |
| 16                                           | Jendouba    | 405 167           | 129                |
| 17                                           | Gafsa       | 355 341           | 38                 |
| 18                                           | Béja        | 308 710           | 85                 |
| 19                                           | Kef         | 247 741           | 49                 |
| 20                                           | Siliana     | 229 153           | 48                 |
| 21                                           | Zaghouan    | 191 066           | 64                 |
| 22                                           | Kébili      | 171 478           | 7                  |
| 23                                           | Tataouine   | 152 069           | 4                  |
| 24                                           | Tozeur      | 116 316           | 23                 |
| Source : Institut national de la statistique |             |                   |                    |

Avec 2 643 695 habitants en 2014, le Grand Tunis (Tunis, Ariana, Ben Arous, Manouba) se classe au premier rang des zones les plus peuplées de Tunisie. La population du district représente 24 % de la population totale, et vit sur un territoire ne dépassant pas 2 % de la superficie du pays. À l'opposé, le nord-ouest, particulièrement, les gouvernorats du Kef et de Siliana se vident selon le recensement de la population mené en 2004. La migration intérieure est en hausse et représente 27 % des mouvements totaux, principalement vers le gouvernorat de Tunis. Les motifs en sont multiples : recherche d'emploi, études ou mariage. Ce phénomène a notamment des conséquences sur les constructions anarchiques, y compris aux abords des oueds et des canaux, ce qui provoque régulièrement des drames en cas d'inondations.

## Génétique

### Lignée paternelle: l'ADN du chromosome Y
Les principaux haplogroupes du chromosome Y des Tunisiens varient selon les régions, l'étude de Ennafaa faite sur 5 groupes tunisiens principalement berbère porte une moyenne de :  E-M81 (71 %) J-1 (30 % +) ce qui montre l'homogénéité globale.
La majorité des études sur le chromosome Y en Tunisie a été faite sur des groupes berbères ou des zones cosmopolites (Tunis par exemple), l'haplogroupe J1 reste donc minoritaire chez les populations berbères (de l'ordre de 17%).
Les arabes tunisiens testés sur les études sont en moyenne 36% J1 - 41% E-M81, un impact beaucoup plus significatif. Les études menées sur l'ADN du chromosome Y dans les autres pays arabes montre que la Tunisie est dans la norme, les autres pays arabes étant approximativement équivalents.
E1b1b1b (E-M81), anciennement E3b1b et E3b2, est caractéristique des populations du nord-ouest de l'Afrique où sa fréquence moyenne est d'environ 50 %. Dans certaines parties isolées du Maghreb, sa fréquence peut culminer jusqu'à 100 % de la population. Cet haplogroupe se retrouve aussi dans la péninsule Ibérique (5 % en moyenne) et à des fréquences moins élevées, en Italie et en France.
J1 est un haplogroupe « sémitique » très fréquent dans la péninsule arabique, avec des fréquences avoisinant 70 % au Yémen. Des taux de 20 % se trouvent chez des Juifs du proche-orient.
| Population                        | Nb  | A/B   | E(xE1b1b1) | E1b1b1 | E1b1b1a | E1b1b1b | E1b1b1c | F      | K     | G     | I | J1     | J2    | R1a   | R1b-M269 | Autres | Études                             |
| 1 Berbères de Bou Omrane          | 40  | 0     | 5 %        | 0      | 5 %     | 87,5 %  | 0       | 2,5 %  | 0     | 0     | 0 | 0      | 0     | 0     | 0        | 0      | Ennafaa et al. (2011)              |
| 2 Berbères de Bou Saad            | 40  | 0     | 0          | 0      | 0       | 92,5 %  | 0       | 0      | 0     | 0     | 0 | 5 %    | 0     | 0     | 0        | 2,5 %  | Ennafaa et al. (2011)              |
| 3 Arabes de Jerba                 | 46  | 2,2 % | 0          | 0      | 15,2 %  | 60,9 %  | 4,3 %   | 0      | 0     | 0     | 0 | 8,7 %  | 2,2 % | 4,3 % | 2,2 %    | 0      | Ennafaa et al. (2011)              |
| 4 Berbères de Jerba               | 47  | 0     | 0          | 0      | 17 %    | 76,6 %  | 0       | 4,25 % | 2,1 % | 0     | 0 | 0      | 0     | 0     | 0        | 0      | Ennafaa et al. (2011)              |
| 5 Berbères de Chenini–Douiret     | 27  | 0     | 0          | 0      | 0       | 100 %   | 0       | 0      | 0     | 0     | 0 | 0      | 0     | 0     | 0        | 0      | Karima Fadhlaoui-Zid et al. (2011) |
| 6 Berbères de Sened               | 35  | 0     | 0          | 0      | 0       | 65,7 %  | 0       | 2,9 %  | 0     | 0     | 0 | 31,4 % | 0     | 0     | 0        | 0      | Karima Fadhlaoui-Zid et al. (2011) |
| 7 Berbères de Jradou              | 32  | 0     | 0          | 0      | 0       | 100 %   | 0       | 0      | 0     | 0     | 0 | 0      | 0     | 0     | 0        | 0      | Karima Fadhlaoui-Zid et al. (2011) |
| 8 Zaghouan                        | 32  | 0     | 0          | 0      | 3,1 %   | 40,6 %  | 0       | 9,4 %  | 0     | 0     | 0 | 43,8 % | 3,1 % | 0     | 0        | 0      | Karima Fadhlaoui-Zid et al. (2011) |
| 9 Tunis                           | 33  | 0     | 0          | 3,0 %  | 6,0 %   | 54,5 %  | 3,0 %   | 6,0 %  | 0     | 3,0 % | 0 | 24,2 % | 0     | 0     | 0        | 0      | Karima Fadhlaoui-Zid et al. (2011) |
| 10 Tunis                          | 148 | 0     | 2 %        | 3,4 %  | 5,4 %   | 37,8 %  | 2,7 %   | 4,7 %  | 0,7 % | 0     | 0 | 32,4 % | 3,4 % | 0,7 % | 6,1 %    | 0,7 %  | Arredi et al. (2004)               |
| 11 Immigrants tunisiens en Italie | 52  | 0     | 0          | 9,6 %  | 15,4 %  | 32.7 %  | 0       | 1,9 %  | 1,9 % | 0     | 0 | 34,6 % | 3,8 % | 0     | 0        | 0      | Onofri et al. (2008)               |

ADN autosomal :
Ces études faites majoritairement sur des groupes berbères ne concernent que le chromosome Y, mais pas l'ADN autosomal qui est pourtant un bon indicateur génétique.
Aussi, on remarque que l'ADN autosomal tunisien a été influencé dans une certaine mesure par les Phéniciens et que la majorité des Tunisiens descendent non pas de "Berbères" mais de fermiers anatoliens, peuple indo-européen qui a immigré des steppes eurasiennes vers l'Anatolie et le Levant (8.500 - 3000 av. J-C). Les Berbères tunisiens, eux-mêmes, possèdent rarement une composante génétique berbère majoritaire, contrairement aux Berbères marocains. Les Arabes tunisiens, quant à eux, possèdent généralement une composante génétique majoritairement arabe à 42 %,.

### Lignée maternelle: l'ADN mitochondrial
De nombreuses études ont été menées au nord de l'Afrique pour des populations du Maroc,, d'Algérie, de Tunisie, ou plus globalement du Nord de l'Afrique. Les auteurs montrent que la structure génétique mitochondriale générale des Tunisiens et des populations du Maghreb est composée :
- majoritairement d'haplogroupes (H, J, T, V…) fréquents dans les populations européennes (de 45 à 85 %),
- d'haplogroupes L (de 3 à 50 %) très fréquents dans les populations sub-sahariennes,
- de l'haplogroupe M1 (de 0 à 15 %) détectés principalement dans les populations est-africaines,
- de l'haplogroupe U6 (0 à 28 %), surtout présent en Afrique du Nord et également a des fréquences < 5 % dans la péninsule Ibérique,
- et d'haplogroupes M, N ou X (de 0 à 8 %) détectés principalement en Eurasie.

| Population    | Nb  | H/HV/V | R0a | U/K (x U6) | U6  | T   | J (x J1b) | J1b | N   | M1  | L3   | Autres L | Étude                 |
| Total Tunisie | 725 | 31.3   | 2.2 | 9.0        | 5.2 | 7.1 | 3.5       | 0.9 | 3.5 | 3.0 | 15.6 | 18.5     | Ennafaa et al. (2011) |